# Labyrinthus (planetaire geologie)
Labyrinthus (meervoud: labyrinthi) is het Latijns woord voor labyrint en wordt in de planetaire nomenclatuur gebruikt om relatief vlakke gebieden die  doorkruist worden door een complex systeem van valleien en ravijnen die in elke richting zijn georiënteerd en elkaar kruisen, aan te duiden op het oppervlak van een buitenaards lichaam, zoals een planeet of maan.
De naam werd door de Internationale Astronomische Unie (IAU) toegekend aan geologische formaties van dit type aanwezig op het oppervlak van Venus, Mars, Ceres en Titan. De meest bekende hiervan is Noctis Labyrinthus (letterlijk "labyrint van de nacht"), gelegen in de Valles Marineris van Mars.

## Labyrinthi op Mars
- Adamas Labyrinthus
- Angustus Labyrinthus
- Cydonia Labyrinthus
- Hyperboreus Labyrinthus
- Noctis Labyrinthus
- Tyrrhenus Labyrinthus

## Labyrinthi op Venus
- Radunitsa Labyrinthus

## Labyrinthi op Ceres
- Makahiki Labyrinthus

## Labyrinthi op Titan
- Anbus Labyrinthus
- Corrin Labyrinthus
- Ecaz Labyrinthus
- Gamont Labyrinthus
- Gammu Labyrinthus
- Gansireed Labyrinthus
- Ginaz Labyrinthus
- Grumman Labyrinthus
- Harmonthep Labyrinthus
- Junction Labyrinthus
- Kaitain Labyrinthus
- Kronin Labyrinthus
- Lampadas Labyrinthus
- Lankiveil Labyrinthus
- Lernaeus Labyrinthus
- Muritan Labyrinthus
- Naraj Labyrinthus
- Niushe Labyrinthus
- Palma Labyrinthus
- Richese Labyrinthus
- Salusa Labyrinthus
- Sikun Labyrinthus
- Tleilax Labyrinthus
- Tupile Labyrinthus